# Grodowa

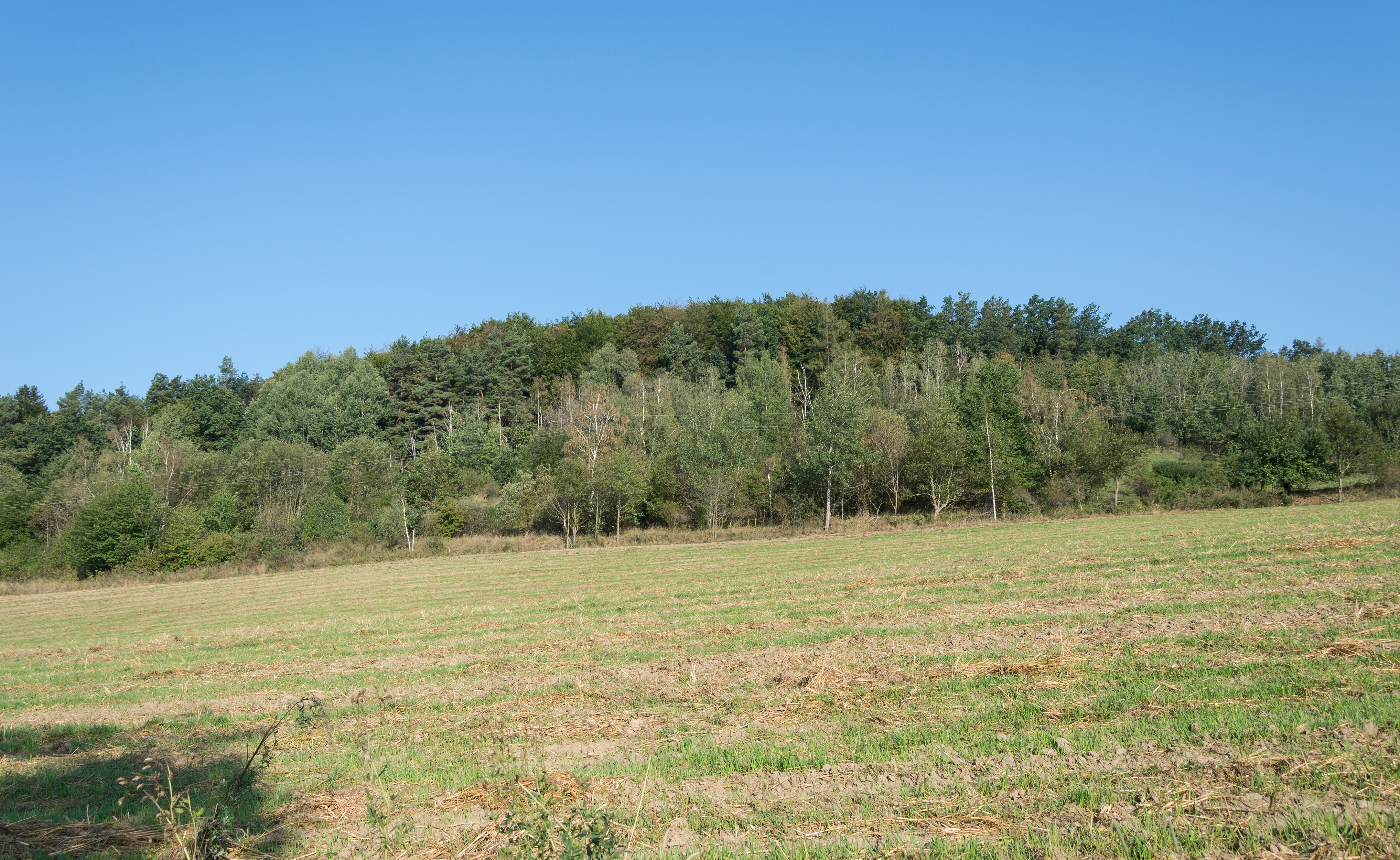
Grodowa od południowego wschodu

Grodowa – wzniesienie 485 m n.p.m. w południowo-zachodniej Polsce, w Sudetach Wschodnich, w Masywie Śnieżnika, w Krowiarkach.

## Położenie
Wzniesienie, położone w Sudetach Wschodnich, w północno-zachodniej części Masywu Śnieżnika, w północno-zachodnim grzbiecie Krowiarek, około 1,8 km., na południowy zachód od miejscowości Żelazno.
Niewielkie wzniesienie we wschodniej części Piotrowickiego Lasu, o dość stromych zboczach, położone na wschód od Mrówczyńca. Na wschód od wzniesienie rozciągają się zabudowania Piotrowic Dolnych.

## Budowa geologiczna
Wzniesienie o zróżnicowanej budowie geologicznej zbudowane ze skał metamorficznych, głównie z łupków łyszczykowych, podrzędnie z wapieni krystalicznych – marmurów kalcytowych i dolomitowych serii strońskiej, będącej częścią metamorfiku Lądka i Śnieżnika.

## Roślinność
Grzbietowe partie w całości zajmuje las mieszany regla dolnego, zbocza południowo-zachodnie i północno-wschodnie, poniżej wysokości 400 m n.p.m., zajmują łąki i częściowo pola uprawne. Miejscami porośnięte jest roślinnością kserotermiczną.

## Turystyka
Obok szczytu przechodzi szlak turystyczny
- zielony – prowadzący z Romanowa do Bystrzycy Kłodzkiej[2].